# Piotr Michałowski
Piotr Michałowski (sinh ngày 2 tháng 7 năm 1800 –  mất ngày 9 tháng 6 năm 1855) là một họa sĩ người Ba Lan của thời kỳ chủ nghĩa lãng mạn. Ông nổi tiếng với nhiều tác phẩm tranh chân dung và hình nghiên cứu ngựa bằng sơn dầu. Piotr Michałowski học rộng nên ngoài là một họa sĩ, ông còn là một nhà hoạt động xã hội, luật sư, nhà quản lý thành phố và Chủ tịch Hiệp hội Nông nghiệp Kraków (từ năm 1853).  Tại Bảo tàng Sukiennice, một phân nhánh của Bảo tàng Quốc gia ở Kraków, có một phòng triển lãm được đặt theo tên ông và dành để tôn vinh những tác phẩm của ông.

## Sự nghiệp

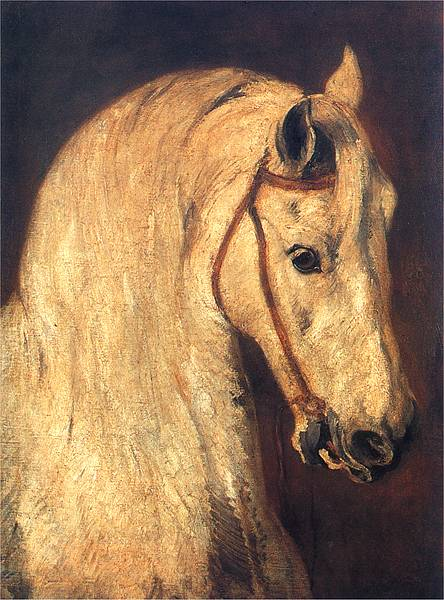
Glowa Konia, hình nghiên cứu đầu ngựa, Piotr Michałowski, 1846

Piotr Michałowski sinh tại một điền trang ở Krzysztoforzyce, ngoại ô Kraków. Ông là con trai của địa chủ Józef Michałowski. Cha ông là một thượng nghị sĩ của Thành phố tự do Kraków. Tài năng mỹ thuật của Piotr Michałowski bộc lộ khi ông mới 13 tuổi. Ông làm học trò của một số họa sĩ bao gồm Michał Stachowicz, Józef Brodowski (1817) và Franciszek Ksawery Lampi. Ông là sinh viên chính thức của hàng loạt các ngành học tại Đại học Jagiellonian bao gồm triết học cổ điển, nông nghiệp và toán học.
Trong Cuộc nổi dậy tháng 11 chống lại sự cai trị của Nga, Michałowski đảm nhận điều hành một nhà máy sản xuất vũ khí ở Ba Lan. Để tránh bị bắt, ông trốn đến Paris, Pháp cùng vợ mới cưới Julia Ostrowska và cha vợ. Trong thời gian ở Paris, ông tiếp tục nghiên cứu hội họa và giải phẫu với Nicolas Toussaint Charlet (1832–1835), chịu ảnh hưởng lớn từ phong cách nghệ thuật của Théodore Géricault, Rembrandt và Velázquez. Các hình nghiên cứu ngựa bằng màu nước của ông rất được yêu thích ở Pháp và từ năm 1833, chúng được các nhà buôn tranh địa phương bán cho các nhà sưu tập ở Anh, Đức và Mỹ.
Piotr Michałowski trở lại Kraków vào năm 1835. Từ năm 1837, ông định cư tại khu đất của gia đình ở Krzysztoforzyce. Trong các thập niên 1840 và 1850, ông vẽ nhiều tranh cưỡi ngựa và tranh phong cảnh ấn tượng, trong số đó là bức "Trận chiến Somosierra" (1844–1855, nhiều phiên bản), được vẽ theo trường phái Lãng mạn, bức "Cuộc diễu hành trước Napoléon" và bức vẽ chiến trường khác.  Khi Pablo Picasso đến thăm Ba Lan vào năm 1948, ông nhìn thấy các tác phẩm của Piotr Michałowski tại Bảo tàng Quốc gia Warsaw và hô lớn: "Họa sĩ đây rồi!"
Tranh chiến trường ở Ba Lan của Michałowski
- Trận chiến của Napoleon
- Quân cứu viện từ Kraków
- Trận chiến Somosierra
- Cuộc diễu hành của Napoleon